# Бубак, Алоис
Алоис Бубак (чеш. Alois Bubák, 20 августа 1824, Космоноси[…] — 6 марта 1870[…], Прага, Цислейтания[…]) — чешский художник-пейзажист.

## Биография
Алоис Бубак родился 20 августа 1824 года в городе Космоноси в семье резчика по дереву. После окончания гимназии в городе Млада-Болеславе, он, по желанию родителей, поступил учиться в столичный колледж теологии. Тем не менее, его талант и любовь к искусству скоро привели его в Академию изящных искусств в Праге, которую в то время возглавлял Рубен. В академии Бубак постигал искусство рисования под непосредственным руководством Максимилиана Жозефа Хаусгофера (чеш. Maximilian Joseph Haushofer). Оба вышеназванных члена Пражской Академии весьма ценили его быстрый прогресс и стремление к оригинальности художественного выражения.
По окончании обучения, Алоис Бубак, в поисках сюжетов для своих полотен, много путешествовал по Швейцарии. Возвратившись оттуда, он занялся исключительно чешским пейзажем, уделяя особое внимание образчикам на садово-паркового искусства, и в этом, согласно «ЭСБЕ», художник «достиг высокой степени совершенства».
Бубак также известен как художник-иллюстратор (в частности таких изданий как «Světozor» и «Květy»). Помимо создания картин и акварели, он также преподавал живопись в средней школе для девочек в Праге.
Алоис Бубак умер 6 марта 1870 года в Праге.